# Morey-Saint-Denis
Morey-Saint-Denis település Franciaországban, Côte-d’Or megyében. Lakosainak száma 621 fő (2022. január 1.). Morey-Saint-Denis Gevrey-Chambertin, Chambolle-Musigny, Saint-Philibert, Curley és Gilly-lès-Cîteaux községekkel határos.

## Népesség
A település népességének változása:
| Lakosok száma | 740  | 653  | 639  | 693  | 689  | 683  | 666  | 664  | 669  | 621  |
|               | 1968 | 1982 | 1990 | 2006 | 2013 | 2015 | 2017 | 2019 | 2020 | 2022 |